# Campionato italiano a squadre di calcio da tavolo 2000
Il Campionato italiano a squadre di calcio da tavolo del 2000 si è svolto a Bari il 26 e 27 febbraio e a Latina Scalo il 25 e 26 marzo.

## Partite

### Andata
- T.S.C. Latina - A.C.S. Perugia 1-2
- C.C.T. Black&Blue Pisa - T.S.C. Stella Artois Milano 0-3
- A.S. Serenissima '90 - C.C.T. Roma 2-2
- A.S.C.T. Casamassima '94 - C.C.T. Eagles Napoli 2-1
- C.C.T. Roma - C.C.T. Black&Blue Pisa 2-1
- T.S.C. Latina - A.S.C.T. Casamassima '94 2-2
- A.S. Serenissima '90 - T.S.C. Stella Artois Milano 2-2
- A.C.S. Perugia - C.C.T. Eagles Napoli 3-1
- C.C.T. Black&Blue Pisa - A.S. Serenissima '90 3-1
- T.S.C. Stella Artois Milano - A.S.C.T. Casamassima '94 1-1
- C.C.T. Eagles Napoli - T.S.C. Latina 1-1
- C.C.T. Roma - A.C.S. Perugia 0-3
- C.C.T. Black&Blue Pisa - A.S.C.T. Casamassima '94 1-0
- T.S.C. Latina - C.C.T. Roma 1-2
- A.S. Serenissima '90 - A.C.S. Perugia 0-3
- T.S.C. Stella Artois Milano - C.C.T. Eagles Napoli 1-1
- A.C.S. Perugia - A.S.C.T. Casamassima '94 3-1
- A.S. Serenissima '90 - T.S.C. Latina 3-1
- T.S.C. Stella Artois Milano - C.C.T. Roma 3-0
- C.C.T. Black&Blue Pisa - C.C.T. Eagles Napoli 1-3
- C.C.T. Roma - A.S.C.T. Casamassima '94 2-2
- C.C.T. Eagles Napoli - A.S. Serenissima '90 2-2
- T.S.C. Stella Artois Milano - A.C.S. Perugia 1-3
- C.C.T. Black&Blue Pisa - T.S.C. Latina 2-2
- C.C.T. Roma - C.C.T. Eagles Napoli 2-2
- A.C.S. Perugia - C.C.T. Black&Blue Pisa 3-1
- A.S. Serenissima '90 - A.S.C.T. Casamassima '94	 3-1
- T.S.C. Stella Artois Milano - T.S.C. Latina 3-1

### Ritorno
- T.S.C. Latina - A.C.S. Perugia 1-2
- C.C.T. Black&Blue Pisa - T.S.C. Stella Artois Milano 1-2
- A.S. Serenissima '90 - C.C.T. Roma 2-1
- A.S.C.T. Casamassima '94 - C.C.T. Eagles Napoli 1-2
- C.C.T. Roma - C.C.T. Black&Blue Pisa 2-2
- T.S.C. Latina - A.S.C.T. Casamassima '94 1-1
- A.S. Serenissima '90 - T.S.C. Stella Artois Milano 0-2
- A.C.S. Perugia - C.C.T. Eagles Napoli 2-0
- C.C.T. Black&Blue Pisa - A.S. Serenissima '90 2-1
- T.S.C. Stella Artois Milano - A.S.C.T. Casamassima '94 2-1
- C.C.T. Eagles Napoli - T.S.C. Latina 2-2
- C.C.T. Roma - A.C.S. Perugia 1-2
- C.C.T. Black&Blue Pisa - A.S.C.T. Casamassima '94 2-1
- T.S.C. Latina - C.C.T. Roma 3-1
- A.S. Serenissima '90 - A.C.S. Perugia 1-3
- T.S.C. Stella Artois Milano - C.C.T. Eagles Napoli 2-1
- A.C.S. Perugia - A.S.C.T. Casamassima '94 3-0
- A.S. Serenissima '90 - T.S.C. Latina 1-2
- T.S.C. Stella Artois Milano - C.C.T. Roma 4-0
- C.C.T. Black&Blue Pisa - C.C.T. Eagles Napoli 1-2
- C.C.T. Roma - A.S.C.T. Casamassima '94 2-1
- C.C.T. Eagles Napoli - A.S. Serenissima '90 1-1
- T.S.C. Stella Artois Milano - A.C.S. Perugia 0-2
- C.C.T. Black&Blue Pisa - T.S.C. Latina 0-3
- C.C.T. Roma - C.C.T. Eagles Napoli 3-1
- A.C.S. Perugia - C.C.T. Black&Blue Pisa 3-0
- A.S. Serenissima '90 - A.S.C.T. Casamassima '94 2-1
- T.S.C. Stella Artois Milano - T.S.C. Latina 3-1

## Classifica finale
|  |    | Classifica finale 2000      | Pt | G  | V  | N | P | PV | PP |
|  | -- | --------------------------- | -- | -- | -- | - | - | -- | -- |
|  | 1. | A.C.S. Perugia              | 42 | 14 | 14 | - | - | .. | .. |
|  | 2. | T.S.C. Stella Artois Milano | 28 | 14 | 8  | 4 | 2 | .. | .. |
|  | 3. | A.S. Serenissima '90        | 16 | 14 | 4  | 4 | 6 | .. | .. |
|  | 4. | C.C.T. Roma                 | 16 | 14 | 4  | 4 | 6 | .. | .. |
|  | 5. | C.C.T. Eagles Napoli        | 15 | 14 | 3  | 6 | 5 | .. | .. |
|  | 6. | T.S.C. Latina               | 15 | 14 | 3  | 6 | 5 | .. | .. |
|  | 7. | C.C.T. Black&Blue Pisa      | 14 | 14 | 4  | 2 | 8 | .. | .. |
|  | 8. | A.S.C.T. Casamassima '94    | 7  | 14 | 1  | 4 | 9 | .. | .. |

## Formazione della Squadra Campione D'Italia
| De Francesco Stefano  |
| Mattiangeli Francesco |
| Di Vincenzo Andrea    |
| Nastasi Massimiliano  |
| Mattiangeli Federico  |
| Manganello Mauro      |
| --------------------- |